# Raymond Barre
Pour les articles homonymes, voir Barre.
Raymond Barre, né le 12 avril 1924 à Saint-Denis (La Réunion) et mort le 25 août 2007 à Paris, est un économiste, universitaire et homme d'État français.
Professeur d'université, il est directeur de cabinet de Jean-Marcel Jeanneney, ministre de l'Industrie dans le gouvernement Michel Debré. De 1967 à 1973, il est vice-président de la Commission européenne, chargé de l'Économie et des Finances.
En janvier 1976, sous la présidence de Valéry Giscard d'Estaing, il est nommé ministre du Commerce extérieur du premier gouvernement Jacques Chirac, puis devient Premier ministre. Il met en œuvre une politique monétaire visant à réduire la pression de la monnaie sur les prix et une politique budgétaire stricte du fait de la hausse de la dette. Il démissionne après la victoire de François Mitterrand à l'élection présidentielle de 1981.
Candidat de l'UDF à l'élection présidentielle de 1988, pour laquelle il est un temps donné favori dans les sondages. Il arrive finalement en troisième position avec 16,5 % des suffrages exprimés, le plaçant derrière Jacques Chirac et François Mitterrand. Il est député du Rhône de 1978 à 2002 et maire de Lyon de 1995 à 2001.
Classé au centre droit et proche de l'UDF, Raymond Barre est l’une des rares personnalités politiques contemporaines à avoir occupé d'aussi hautes fonctions sans jamais avoir été membre d'un parti politique.

## Situation personnelle

### Origines

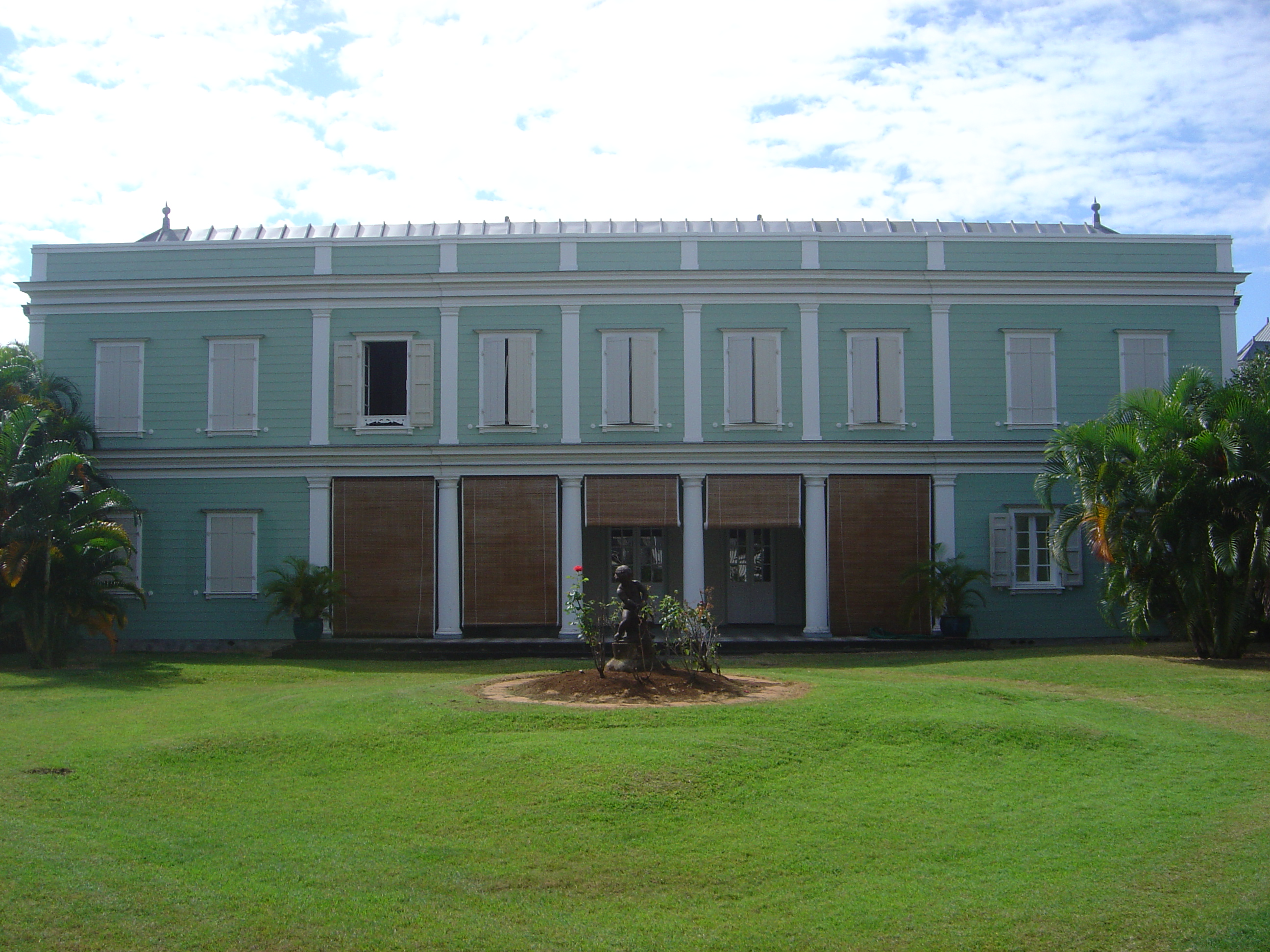
La villa Déramond-Barre, maison natale de Raymond Barre à Saint-Denis de La Réunion.

La famille Barre est installée à Saint-Denis, à La Réunion, depuis 1843. 
Raymond Barre est le fils de René Barre (1898-1975), négociant, et de Charlotte Déramond (1902-2002). René Barre, fils d'un directeur de pénitencier en poste à la Guyane puis en Nouvelle-Calédonie, s'est engagé au service de la France en 1915, à l'âge de 17 ans. Il était alors amoureux de l'héritière d'une grande famille, Charlotte Déramond, fille d'Octave Déramond, chirurgien, et de Marie Martin (issue des Martin, riches sucriers). Les parents de Raymond Barre se marient à La Réunion le 3 décembre 1921 et ont deux filles (Anne-Marie et Marguerite Marie) et un fils. Ils se séparent lorsque Raymond Barre a quatre ans, à la suite d'une affaire frauduleuse dans laquelle son père est impliqué. Jugé aux assises le 26 janvier 1928 avec son associé et conseiller Jules Bocquée, René Barre est finalement acquitté, mais les Déramond ne peuvent tolérer que leur honneur et leur réputation aient été salis. Il ne revoit jamais plus son père, mort le 18 mars 1975.
À l'exception de quelques mois à Paris en 1934, Raymond Barre passe son enfance sur son île natale de La Réunion, dans l'imposante case créole de Saint-Denis appartenant à son grand-père maternel et dans laquelle il est né. Cette villa, qui fut habitée par le poète Léon Dierx, est aujourd'hui appelée villa Déramond-Barre.
Il y est d'abord scolarisé dans la même école maternelle que Raymond Bourgine, l'école de l'Immaculée Conception, avant d'être élève au lycée Leconte-de-Lisle, aux côtés notamment de Paul et Jacques Vergès. Il entre à la faculté de droit de La Réunion au sortir du lycée.
Le débarquement des Alliés permet le ralliement de l'île à la France libre, sous la houlette du général Legentilhomme. C'est l'occasion pour Raymond Barre de rejoindre les troupes de la France combattante. Mobilisé à l'âge de vingt ans, il met de côté son vœu d'étudier la médecine à Montpellier, comme l'avait fait le reste de sa famille avant lui. Après son instruction à La Réunion sur la batterie de la pointe des Galets, il part en 1945 pour Madagascar rejoindre son régiment d'artillerie du CEFEO et débarque à Tamatave, d'où il doit s'embarquer pour l'Indochine. Mais les Américains ne voient pas d'un très bon œil que la France rétablisse sa souveraineté sur l'Indochine, si bien qu'ils ne fournissent pas les navires de transport nécessaires avant la fin de la Seconde Guerre mondiale. Démobilisé, il prend le bateau pour Paris le 15 janvier 1946.

### Études
Logé à la Cité internationale universitaire jusqu'en 1950, Raymond Barre est diplômé de l'Institut d'études politiques de Paris (promotion 1948, section « Service public ») et agrégé de droit et de sciences économiques, finissant deuxième en 1950.

### Mariage
Le 19 novembre 1954, Raymond Barre épouse Eva Hegedűs (1920-2017), qu'il a rencontrée à Tunis. D'origine hongroise, elle est fille de l'avocat Barthélémy Hegedüs et de Berthe Salamon. Ils ont ensemble deux fils : Olivier (né en 1955) et Nicolas (né en 1961).

### Maladie et mort

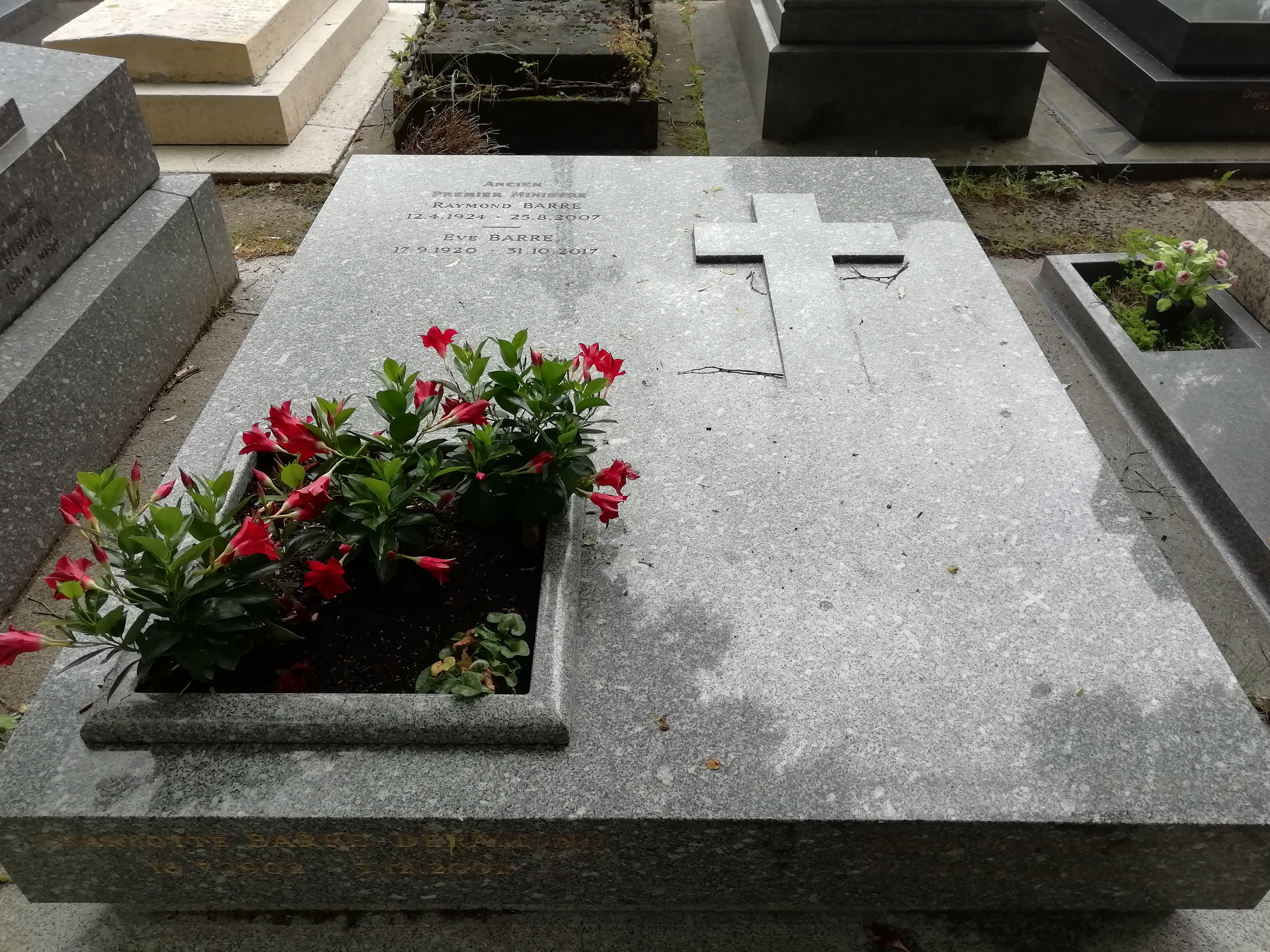
Tombe de Raymond Barre et de son épouse au cimetière du Montparnasse (18e division).

Aux problèmes rénaux dont il souffre de longue date s'ajoutent des problèmes cardiaques. Le 11 avril 2007, à la suite d'un malaise cardiaque, il est hospitalisé au centre cardio-thoracique de Monaco, puis transféré à l'hôpital d'instruction des armées du Val-de-Grâce, à Paris, où il meurt le 25 août, à l'âge de 83 ans.
Ses obsèques sont célébrées par l'archevêque de Paris André Vingt-Trois le 29 août 2007 dans la chapelle du Val-de-Grâce, en présence de nombreuses personnalités dont le président de la République Nicolas Sarkozy. Le même jour, l'ancien Premier ministre Pierre Messmer, décède lui aussi à l’hôpital militaire du Val-de-Grâce.
Il est inhumé peu après à Paris, au cimetière du Montparnasse, en bordure de la 18e division. Son épouse, Eva, morte en 2017 à l'âge de 97 ans, dix ans après lui, est inhumée à ses côtés.

## Carrière d'économiste

### Formation et premières années d'enseignement
Durant sa formation d'économiste, il fait la connaissance de François Bourricaud et de Raymond Aron. C'est également durant cette période qu'il devient un admirateur d'Alexis de Tocqueville. À cette même période il fait aussi connaissance de deux amis d'Aron qui deviendront aussi ses amis, l'historien Eric Dardel et l'éditeur Éric de Dampierre. Ce dernier publiera outre la traduction de Barre de l'ouvrage d'Hayek intitulé Scientisme et science sociales, des ouvrages de Max Weber, Talcott Parsons et Leo Strauss.

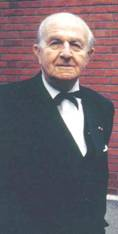
François Perroux en 1984.

Jeune, il est influencé par l'économiste François Perroux, qu'il qualifie sa vie durant d'« éminent maître ». Se noue entre eux une relation que Christiane Rimbaud, la biographe de Raymond Barre, qualifie de « presque paternelle » de la part de Perroux. Les deux hommes resteront proches et Raymond Barre présidera, à la mort de son maître à penser, la fondation François Perroux. Sous son influence, il s'intéresse à Joseph Schumpeter ainsi qu'à un de ses disciples Paul Sweezy et à son livre The theory of Capitalist Development. En cette période d'après-guerre très marquée par le marxisme, il aborde également l’œuvre de Marx . À cette époque, il collabore aussi à la revue Critique d'Éric Weil, à laquelle contribuent aussi Claude Lévi-Strauss et Alexandre Kojève.
Barre présente sa thèse La Période dans l'analyse économique. Une approche de l'étude du temps en décembre 1949, un thème qui lui a été proposé par André Piatier alors directeur de la conjoncture à l'INSEE. Son directeur de thèse est André Marchal. Cette thèse, si l'on en croit Thierry de Montbrial, lui apprend « que les mécanismes économiques s'inscrivent dans la durée : les phénomènes d'anticipation, de mémoire, jouent un rôle essentiel ».
S'il passe en 1949 l'agrégation, c'est parce que Piatier lui a dit que l'enseignement lui apportera la liberté qui convient à son caractère. Après l'agrégation, il va enseigner à Tunis, où il fait la connaissance de Philippe Malaurie. Jean-Claude Paye, qui est alors son étudiant, note :« Ce qui nous frappait le plus : son aptitude à établir des liens entre l'économie, la politique et l'histoire ». C'est également à Tunis qu'il fait connaissance de Eva Hegedüs qui deviendra sa femme.
Raymond Barre a pour habitude de rédiger entièrement ses cours. Aussi quand Maurice Duverger demande à André Marchal de rédiger un manuel d'économie politique et que ce dernier lui délègue cette tâche peut-il s'en acquitter sans trop de problème. Ce livre qui connaît un grand succès, assoit la position de Barre en tant qu'économiste. Pour Jean-Claude Casanova, qui a été son étudiant et qui sera plus tard membre de son cabinet ministériel, cet ouvrage « est le premier manuel moderne d'économie des facultés de droit ».

### Chef de cabinet au ministère de l'Industrie (1959-1962)

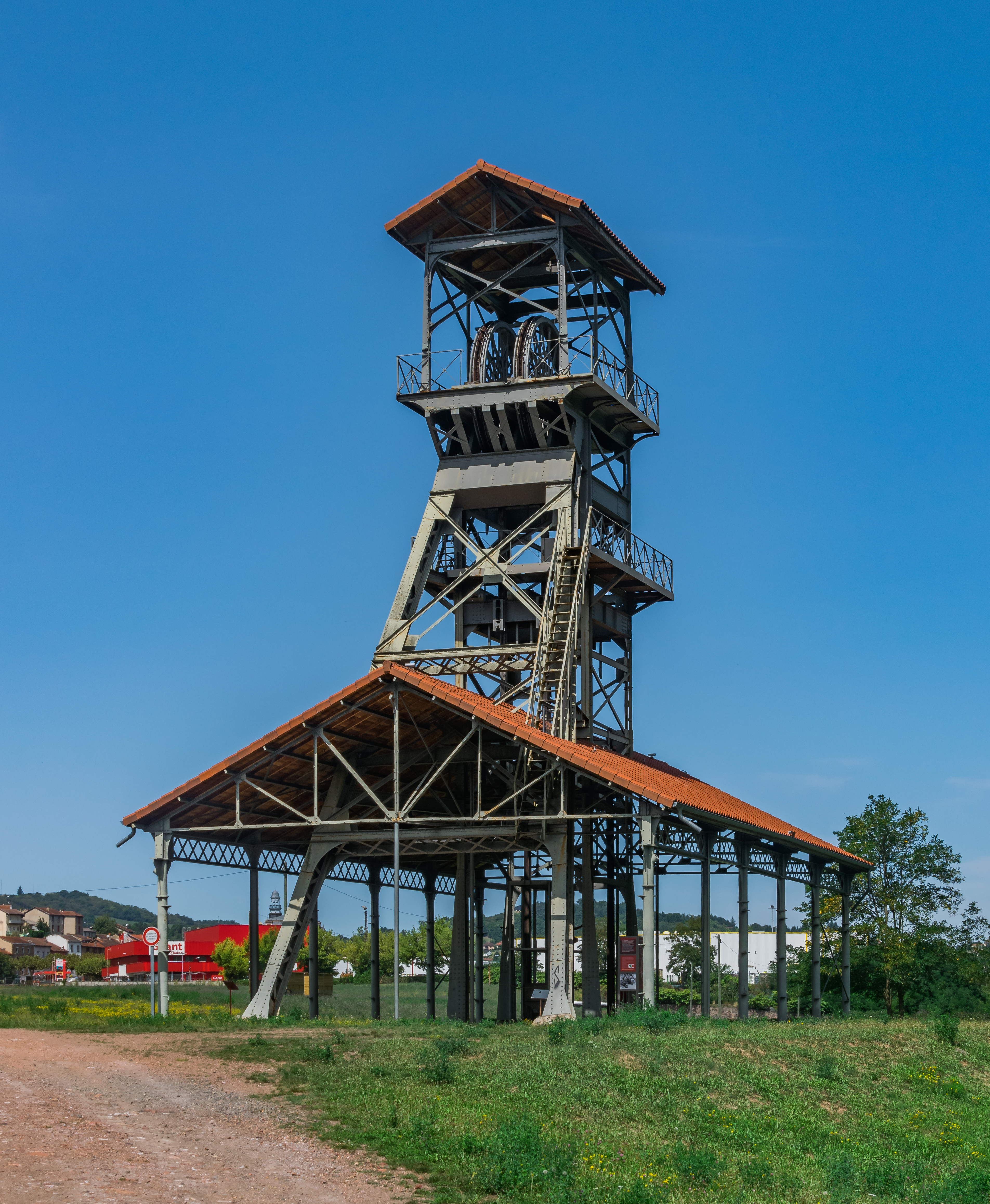
Chevalement du puits central à Decazeville.

En mai 1958, lors du retour au pouvoir du général de Gaulle, il fait partie d'une délégation française chargée d'étudier la planification russe où figure Jean-Marcel Jeanneney. Dans leur ensemble, les membres de cette délégation sont hostiles au retour du général, Raymond Barre au contraire se refuse à voir en lui « un apprenti dictateur » et est favorable à ce retour. Revenu à Paris, Jeanneney, qui fait partie du Comité Rueff-Armand, n'hésite pas à le consulter. Quand il est appelé fin 1958 à entrer au gouvernement, comme ministre de l'Industrie, il demande à Raymond Barre d'être son chef de cabinet. Au départ, leur arrivée au ministère est accueillie avec scepticisme par les hommes du Corps de mines qui dominent dans cette administration mais très rapidement, le ministre et son chef de cabinet s'imposent.
Au moment où Jeanneney et Barre sont au ministère de l'Industrie se produit la libéralisation des échanges et la baisse de 10 % des droits de douane avec les partenaires du traité de Rome. Malgré les craintes, les choses se passent bien. En 1961, lors de la fermeture de mines de charbon de Decazeville dans le cadre du plan Jeanneney,  Barre doit négocier avec les grévistes. Enfin, pour accroître la concurrence sur le marché du pétrole, le ministre commence à envisager la création d'un groupe pétrolier d’État, Elf.
En avril 1962, un nouveau Premier ministre, Georges Pompidou, arrive et Jean-Marcel Jeanneney quitte le ministère, tandis que Barre est rendu à l'enseignement.

### Professeur et expert (1963-1967 et 1973-1975)
Après son départ du ministère de l'Industrie, il est d'abord professeur à Caen, puis à compter de 1963 à Paris.
Parallèlement à son travail de professeur, il est choisi en 1963 par le ministre des finances Valéry Giscard d'Estaing, pour faire partie d'un groupe d'experts qui doit, sous la gouverne d'un ancien directeur général des impôts, préparer le budget de ce pays pour 1963. Il fait également partie du comité Maurice-Lorain chargé d'un rapport sur le financement des investissements en France. Il débouchera notamment sur la création des SICAV.
Il est également membre de la commission du Financement du cinquième plan de 1965 à 1967, il est membre d'une commission chargée de la mise en œuvre d'une politique des revenus qui débouchera sur la création du Centre d'étude des revenus et des coûts.
À la fin de son mandat de commissaire européen, il retrouve l'enseignement et entame une série de conférences en Pologne. Il enseigne à l'Institut d'études politiques de Paris (Sciences Po), faisant partie d'une nouvelle génération de professeurs d'économie qui renouvellent son enseignement au sein de l'école, aux côtés de Gabriel Pallez, de Jean Saint-Geours et d'autres. Il dirige le mémoire de Jacques Attali. Joseph Fontanet, alors ministre de l'Éducation nationale, lui demande un rapport sur la refonte du second cycle du secondaire et de l'enseignement supérieur. Il préconise d'en finir avec « les sélections camouflées », et d'adopter des unités de valeur capitalisables. Il suggère également une certaine autonomie des universités.
En 1974, la mort de Georges Pompidou le prive du poste de commissaire au plan, Valéry Giscard d'Estaing préférant nommer Jean Ripert. En 1975, il est membre d'une commission dirigée par Antoine Jeancourt-Galignani chargée de transformer l'aide à la pierre en une aide personnalisée au logement qui deviendra l'APL.

## Commissaire européen (1967-1973)

### Nomination et contexte
En juin 1967, le général de Gaulle le fait appeler et lui dit qu'il a deux postes à pourvoir, celui de commissaire général au plan et celui de commissaire européen. Il répond qu'il connait mieux le plan, ce à quoi le Général lui répond qu'il le comprend mais qu'il a besoin à Bruxelles de « gens dynamiques et jeunes ».
De Gaulle, sur la recommandation de Jean-Marcel Jeanneney, consulte à plusieurs reprises Barre sur les questions monétaires. Aussi n'est-il pas surprenant qu'il pense à lui et ce d'autant que le gouvernement français veut conserver le poste de commissaire chargé de l'économie et des finances que détenait le commissaire européen sortant Robert Marjolin,. Sur le fond, alors que Robert Marjolin est « de tradition européenne supranationaliste », Barre est plus gaulliste. Il convient de noter ici que sa nomination intervient alors que tous ont en tête la politique de la chaise vide pratiquée par la France en 1965 et le compromis de Luxembourg de début 1966 qui prévoyait que les décisions européennes devaient être prises à l'unanimité lorsque sont en jeu des « intérêts très importants » pour un pays.
Au départ il est vu comme l'homme du général De Gaulle et est accueilli avec méfiance. Toutefois, son pragmatisme et son réalisme joint au fait qu'il est « un homme d'un commerce agréable » qui aime la bonne chère joint à son professionnalisme le font accepter très vite et lui permettent d'être nommé vice-président de la Commission européenne jusqu'à la fin de son mandat en 1973.

### Mai 1968 et tentation de dévaluation du franc
Après les événements de mai 1968, le franc est attaqué. Le gouvernement de Maurice Couve de Murville fait d'abord preuve de rigueur avant, pour une raison que Barre n'a jamais élucidée, de se relâcher en septembre. Le 21 décembre assistant en tant que vice-président de la Commission à une conférence des ministres des finances européens, il constate que la dévaluation du franc est voulue par les autres pays dont l'Allemagne, qui refuse de réévaluer le mark et admise par François-Xavier Ortoli le ministre français des finances. L'ambiance n'est pas vraiment pro-française et Raymond Barre sort de cette conférence « effondré, physiquement malade ».
À Paris, Jean-Marcel Jeanneney et d'autres s'opposent à la dévaluation et veulent convaincre le général de Gaulle de ne pas dévaluer. Ce dernier qui ne demande que cela accueille bien les arguments de Raymond Barre et de Jean-Marcel Jeanneney quand ils lui exposent qu'il peut ne pas dévaluer, car la France dispose des crédits nécessaires et que, de plus, il est possible de jouer sur d'autres leviers tels que la hausse de la TVA et la suppression de l'impôt sur les salaires pour rétablir la compétitivité du pays. Le général De Gaulle refuse alors la dévaluation. Mais, quelque temps plus tard, le chef de l'État annonce le référendum sur la régionalisation. Les milieux d'affaires prévoyant sa défaite recommencent à attaquer le franc. Deux mois après son élection, le nouveau président Georges Pompidou dévalue de 12,5% en août 1969. Barre voit dans cette décision « le point de départ de la longue période d'inflation galopante que connaîtra le pays »

### Politique monétaire commune
Son mandat a été marqué par son action en faveur de l'union économique et monétaire entre les six États membres de la Communauté économique européenne. C'est à son initiative qu'a été élaboré un mémorandum en février 1968 sur la politique monétaire de la Communauté économique européenne, préconisant un dispositif d'assistance réciproque entre les États membres, et la définition d'une unité de compte européenne. Le 12 février 1969, un document connu sous le nom de « premier plan Barre », propose ensuite au nom de la Commission européenne une « convergence des orientations nationales » ainsi qu'une « concertation des politiques économiques ». Pour l'universitaire Frédéric Lebaron, il s'agit d'« une des premières politiques d’austérité de la période néolibérale qui s’ouvre alors ». Au Sommet de La Haye, les gouvernements des six États membres de la CEE se donnent pour objectif l'Union économique et monétaire : le plan Barre sert alors de travail préparatoire. Puis, le 4 mars 1970, la Commission européenne présente au Conseil de l'Union européenne une communication appelée « deuxième plan Barre » proposant trois étapes devant aboutir en 1978 à une Union économique et monétaire. Ce document servira de base à la constitution du groupe présidé par Pierre Werner, qui va élaborer le document connu sous le nom de « Plan Werner », étape suivante dans l'histoire de l'Union économique et monétaire européenne ayant mené à l'euro.

### Négociations sur l'entrée du Royaume-Uni dans l'Union européenne
L'arrivée au pouvoir de Georges Pompidou change du tout au tout la position de la France vis-à-vis de l'entrée du Royaume-Uni dans la Communauté européenne. Quoique anglophile, Raymond Barre n'est pas de ceux qui veulent avancer à tout prix. Selon lui, il y a des obstacles dans deux domaines : le domaine monétaire et le domaine agricole où ce pays est un gros importateur. Par ailleurs, il doute de la conviction européenne des Britanniques. En tant que vice-président de la Commission chargée des affaires économiques et financières, il rédige un rapport « dense, complet mais contraignant » et s'attend à des négociations animées. Or, lors de la réunion décisive en juin 1971, le négociateur britannique Geoffrey Rippon fait une déclaration floue dont le gouvernement français, par la voie de Valéry Giscard d'Estaing, se déclare « tout à fait satisfait ». Cette déclaration surprend tout le monde et rend Barre furieux, lui faisant dire : « Cet accord, c'est zéro, plus zéro, plus zéro ». Si l'on en croit Christiane Rimbaud, Georges Pompidou tient à faire entrer le Royaume-Uni dans la Communauté parce qu'il il veut un contrepoids face à une Allemagne qui s'affirme de plus en plus économiquement et qu'il s'inquiète de l'Ostpolitik menée par le chancelier Willy Brandt.

### Club de Rome, plan Mansholt et libéralisme
Lorsqu'il est à Bruxelles, paraît le rapport Meadows intitulé Les Limites à la croissance. Ce rapport inspire à Sicco Mansholt vice-président de la commission chargé de l'agriculture des propositions qu'il adresse au président de la Commission Franco Maria Malfatti. L'inquiétude porte d'abord sur le différentiel entre la croissance de la population humaine prévue et la croissance des ressources alimentaires. Mais dans sa lettre il évoque aussi ses interrogations sur le sens du travail, sur l'égalité des chances, sur le sens de la démocratie et les rapports entre pays pauvres et pays riches. Pour faire face à ces problèmes, il propose une économie planifiée chargée d'assurer un minimum vital ainsi qu'entre autres mesures la suppression des allocations familiales. Pour réfléchir à la réponse à donner, une réunion est organisée à Venise, qui alimentera le rapport de la commission que Barre mettra en forme en réponse à la lettre de Mansholt. Dans ce rapport, il s'oppose à l'idée de croissance zéro qui est en filigrane dans ces rapports ainsi qu'à l'idée d'un dirigisme organisant la pénurie. Il fait au contraire, dans une perspective à la Joseph Schumpeter, confiance à la créativité des hommes pour faire face aux défis futurs.
À Bruxelles, selon sa biographe Christiane Rimbaud, Raymond Barre s'ouvre au monde et est « amené à s'éloigner quelque peu du modèle d'économie mixte qui prévalait jusque-là en France, pour évoluer vers une vision plus libérale de la politique économique ». Toujours soucieux de s'ouvrir au monde, il se laisse convaincre par un jeune professeur d'économie suisse Klaus Schwab, de l'aider à créer le Forum de Davos. De même c'est à cette époque qu'à la demande de Paul Delouvrier, il adhère à la Trilatérale, club fondé par le professeur de géostratégie Zbigniew Brzezinski.

## Parcours gouvernemental (1976-1981)

### Ministre du Commerce extérieur
Le 12 janvier 1976, il est nommé ministre du Commerce extérieur dans le gouvernement Jacques Chirac I par le président de la République Valéry Giscard d'Estaing et le Premier ministre Jacques Chirac.

### Premier ministre

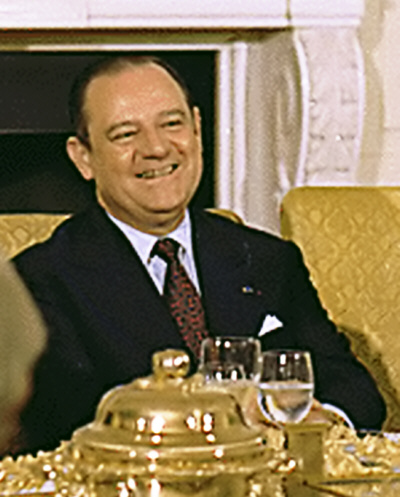
Raymond Barre en 1977.

Le 25 août 1976, Raymond Barre est nommé Premier ministre par le président Valéry Giscard d'Estaing, après la démission du gouvernement de Jacques Chirac. Le président Giscard d'Estaing, avec qui il avait des réunions régulières à Bruxelles plusieurs années auparavant, dit alors de lui qu'il est « l'un des meilleurs économistes de France ». Il est d'ailleurs aussi nommé ministre de l'Économie et des Finances, fonction qu'il occupe jusqu'en mars 1978. C'est la première fois que, sous la Ve République, un chef de gouvernement exerce en même temps une autre fonction ministérielle.
Confronté aux hausses du chômage et de l'inflation liées à la crise économique mondiale du premier choc pétrolier, Raymond Barre mène une politique d'austérité économique, plus couramment nommée par les économistes comme celle de « la rigueur ». Il ne parvient cependant à juguler ni le premier, ni la seconde à l'instar de ce qui se passera dans tous les pays européens à l'exception de la Grande-Bretagne de Margaret Thatcher[réf. nécessaire]. 
Il résume les problèmes économiques du pays le 22 septembre 1976 par la formule « la France vit au-dessus de ses moyens », et annonce le « plan Barre », qui semble « inséparable » et « intégré » avec la création du SME, découlant du comité intérimaire du FMI de Kingston (Jamaïque) en janvier 1976, où « les changes flottants ont été légalisés ».
Parmi les mesures annoncées dans ce « plan Barre » le 22 septembre 1976, qui fera « les gros titres des journaux »,, :
- gel des prix et salaires pendant trois mois[59];
- cotisations de Sécurité sociale relevées pour tout le monde;
- prix de la vignette augmenté de 43 % 127 %, taxes sur le super de 27 centimes[58].

La création du SME sera cependant retardée à 1979.
La CFDT dénonce une « opération de sauvetage des intérêts patronaux », la CGT une « régression sociale »,  et même la Bourse sombre dans la morosité tandis que Jacques Chirac fonde le RPR en décembre, face à l'impopularité du gouvernement,. Les résultats sont mitigés: l'inflation revient à 9,9 %, grâce au blocage des prix mais le chômage, qui n'est plus l'ennemi prioritaire, augmente de 10 %,.
Son plan de restructuration de la sidérurgie en 1979, consistant à quasi-nationaliser les usines concernées, sauvegarde une industrie sidérurgique en France qui donnera plus tard naissance au groupe Arcelor. Ce plan implique la suppression de plusieurs dizaines de milliers d'emplois, et de violents mouvements de protestations en découlent. Il permet néanmoins de reconstruire un groupe plus moderne et créateur d'emplois. Son gouvernement engagera de plus le plan nucléaire. Cependant, sa politique est contestée par la gauche, mais aussi par le parti gaulliste, l'obligeant durant ses fonctions à engager dix fois la responsabilité de son gouvernement devant l'Assemblée nationale. Il en gardera toujours une rancœur contre le RPR.
Raymond Barre met en place à la fin de son passage à Matignon une discrète relance budgétaire, appelée relance Barre. Deux fois moins coûteuse que la relance Chirac, elle est composée d'une multitude de baisses de charges pour les particuliers. Le manque de cohésion dans les mesures ne permet pas au gouvernement Barre de bénéficier du regain de popularité espéré.
À La Réunion, où il conserve des contacts avec quelques élus comme Pierre Lagourgue et Marcel Cerneau, il décide de la construction du second bassin du Port de la Pointe des Galets.
Par ailleurs, son passage à Matignon est marqué par la mort, en 1979, dans des circonstances qui donnent lieu à une importante polémique, du ministre du Travail, Robert Boulin. Alors que selon la version officielle le cadavre de Robert Boulin n'a été retrouvé dans un étang de la forêt de Rambouillet qu'à 8 heures 40, Raymond Barre affirme avoir été prévenu de la découverte du corps dès 3 heures du matin, comme l'attestent les propos qu'il a tenus en mai 2005 au micro de Benoît Collombat, reporter à France Inter et auteur d'Un homme à abattre,, et comme il le répètera dans son livre L'Expérience du pouvoir (2007). Ce délai de plus de cinq heures aurait permis de maquiller un possible assassinat du ministre en suicide ; l'hypothèse de l'implication du RPR, qui s'inquiétait de la possible nomination à Matignon de Robert Boulin, qui était membre du parti gaulliste, est évoquée.
Le 3 octobre 1980, à la suite de l'attentat de la rue Copernic, il déclare : « Cet attentat odieux qui voulait frapper les Israélites qui se rendaient à la synagogue et qui a frappé des Français innocents qui traversaient la rue Copernic ». Cette déclaration ayant suscité une polémique, l'intéressé, prenant la parole le 8 octobre 1980 à la tribune de l'Assemblée nationale, tient à assurer ses « compatriotes juifs » de la « sympathie de l'ensemble de la nation ». Peu avant sa mort, Raymond Barre a nié avoir tenu ces propos et imputé les protestations de l'époque au « lobby juif le plus lié à la gauche », « capable de monter des opérations qui sont indignes »,,,.
Au début de 1981, la cote de popularité de Raymond Barre est au plus bas, ce qui conduit Valéry Giscard d'Estaing à le maintenir à l'écart de sa campagne présidentielle. Le président de la République avait même un temps envisagé de changer de chef de gouvernement. Cette impopularité sera considérée comme un facteur de l'échec de Valéry Giscard d'Estaing à l'élection présidentielle de 1981,.
Raymond Barre annonce, après la victoire du candidat socialiste François Mitterrand à l'élection présidentielle, la démission de son gouvernement. Il souligne les aspects positifs de son action et condamne ceux qui ont « joué au quitte ou double le sort de la Ve République ». Le Premier ministre prédit par ailleurs que la gauche sera obligée de revenir dans les trois ans à la politique qu'il avait menée. Raymond Barre expédie les affaires courantes jusqu'à l'investiture de François Mitterrand à la présidence de la République, le 21 mai 1981, et à la nomination de son successeur à Matignon, Pierre Mauroy.
Dans les années 1980, il écrit également dans la revue du Club de l'horloge, Contrepoint.

## Après Matignon

### Candidature présidentielle de 1988

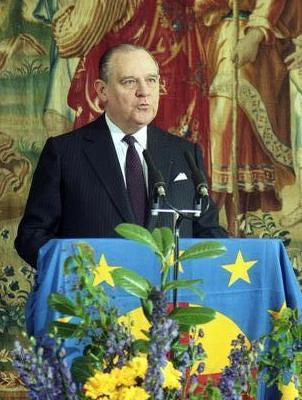
Raymond Barre en 1991.

Après le refus de Valéry Giscard d'Estaing de se présenter à l'élection présidentielle de 1988, les différentes composantes de l'UDF se prononcent en faveur de la candidature de Raymond Barre. Celui-ci n'est pourtant pas membre de l'UDF, souhaitant rester un « homme au-dessus des partis » et s'estimant « inclassable ». Il se déclare candidat le 8 février 1988, au palais des congrès de Lyon.
Les sondages le donnent longtemps présent au second tour, devant Jacques Chirac, et certains le donnent même vainqueur face à François Mitterrand. Pendant la campagne, les intentions de vote en sa faveur diminuent et il obtient finalement 16,55 % des voix au premier tour, mais l'écart avec Jacques Chirac est moins important que prévu,. En vue du second tour, il apporte son soutien à Chirac face à François Mitterrand. Plus tard, ce dernier rendra hommage à Raymond Barre en le qualifiant de « véritable homme d'État ». Raymond Barre se définira comme « un homme carré dans un corps rond ».

### Député et maire de Lyon

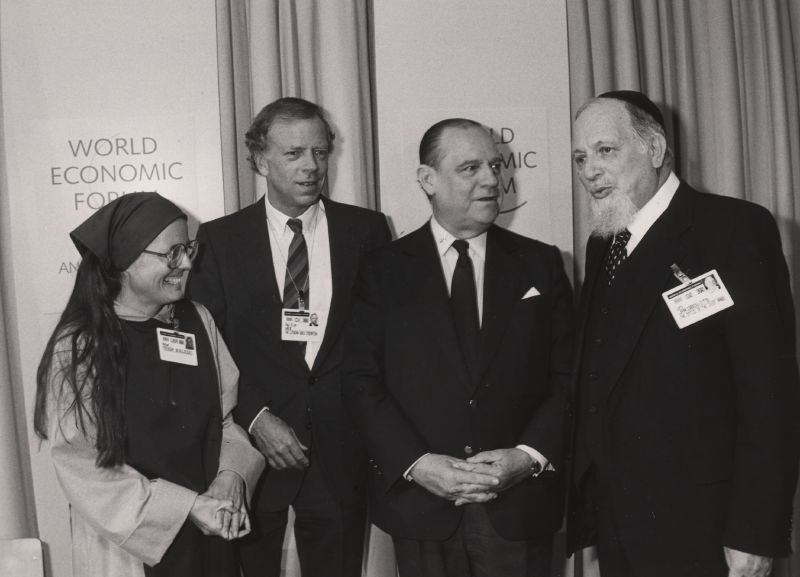
Raymond Barre aux côtés de la mère Tessa Bielecki et du grand-rabbin Immanuel Jakobovits en 1989.

Raymond Barre se fait élire député de la quatrième circonscription de Lyon lors des élections législatives de 1981. Apparenté au groupe centriste, il est constamment réélu jusqu'en 2002. Il reprend également ses cours à Sciences Po.
À la demande insistante de Jacques Chirac, il brigue le mandat de maire de Lyon contre Michel Noir aux élections municipales de 1995, et obtient en échange la promesse d'un sommet du G7 dans la ville. Il ambitionne de faire de Lyon « le cœur du Grand Sud-Est européen » tout en s'engageant à ne pas augmenter les impôts de plus de 3 %. La liste qu'il conduit l'emporte au second tour, le 18 juin 1995, avec 47,5 % des voix,. Lors de cette élection, il ne parvient pas à maintenir tous les arrondissements de la ville à droite, la gauche en remportant trois sur neuf, tandis que le Front national obtient deux élus. Il est élu maire par le nouveau conseil municipal le 25 juin 1995,.
Dès son élection, il entre en compétition avec le maire de Lille, qui a également été son successeur à Matignon en 1981, Pierre Mauroy, dans la désignation de la ville française candidate pour l'organisation des Jeux olympiques d'été de 2004. Lille est finalement préférée à Lyon par le Comité national olympique et sportif français (CNOSF) le 7 novembre 1995,,.
Son engagement financier le pousse à préférer des lignes de tramways aux projets de métro, et à réduire diverses activités au service des familles. Il lance l'idée de la refonte du quartier de la Confluence, qu'il souhaite confier à Ricardo Bofill, mais la complexité des expropriations et les règles des appels d'offres l'obligent à laisser ce projet à son successeur. Fin avril 1997, est inauguré le prolongement de la ligne D de Gorge de Loup à Gare de Vaise.
Sur le plan culturel, il conduit la rénovation et la mise à la disposition des artistes des Subsistances, ex intendance militaire. Il fait également inscrire en 1998 le Vieux Lyon au patrimoine de l’humanité, grâce à une action intensive menée par Régis Neyret.
Au niveau de la COURLY, Raymond Barre instaure une politique d’attributions des vice-présidences aux divers groupes, en vue de plus larges consensus.
Du 15 au 17 juin 1996, il accueille le sommet du G7.
Dès le début de son mandat de maire, il annonce qu'il n'effectuera qu'un mandat à la tête de la ville. Le socialiste Gérard Collomb lui succède à la suite des élections municipales de 2001. Raymond Barre se retire de la vie politique l'année suivante, ne briguant pas un nouveau mandat de député aux élections législatives de 2002.

## Affaire judiciaire après sa mort
Le 3 juillet 2019, Le Canard enchaîné révèle qu'une information judiciaire a été ouverte par le Parquet national financier pour blanchiment de fraude fiscale en raison d’un compte bancaire dont Raymond Barre disposait en Suisse. Le journal avance que celui-ci s’élevait à sa mort à onze millions de francs suisses (soit l'équivalent de 6,8 millions d'euros de l’époque) non déclarés au fisc français. Ces investigations ont commencé après l’envoi anonyme au fisc d'une copie d'écran du réseau interne de la banque Crédit suisse.
Le Canard enchaîné précise que ses héritiers — qui ont racheté la villa de leur père à Saint-Jean-Cap-Ferrat pour 14 millions d’euros via une société dont ils ont le contrôle, ce qui laisse planer d’autres soupçons de blanchiment — ont fini par se mettre en règle avec l'administration fiscale en versant un million d'euros de pénalités. Selon l'hebdomadaire, la procédure judiciaire s’est par la suite enlisée mais est toujours en cours. Ces révélations conduisent les médias à s’interroger sur la provenance des fonds en question, dont le montant semble peu compatible avec les revenus déclarés de l'intéressé. L’hypothèse d'une utilisation des fonds spéciaux est évoquée,.
En 2020, les fils de Raymond Barre sont mis en examen pour « blanchiment de fraude fiscale aggravée ». Les observateurs soulignent que cette affaire met à mal l’image de probité dont Raymond Barre bénéficiait jusque-là. Les fils de Raymond Barre obtiennent un non-lieu le 21 novembre 2022, information qui n'est rendue publique par le parquet national financier qu'au début du mois de février 2023.

## Détail des mandats et fonctions

### Au gouvernement
- 12 janvier 1976 – 25 août 1976 : ministre du Commerce extérieur (gouvernement Jacques Chirac I).
- 25 août 1976 – 13 mai 1981 : Premier ministre (gouvernements Raymond Barre I, Raymond Barre II et Raymond Barre III).
- 27 août 1976 – 31 mars 1978 : ministre de l'Économie et des Finances (gouvernements Raymond Barre I et Raymond Barre II).
- 4 mars 1981 – 13 mai 1981 : ministre des Réformes administratives (gouvernement Raymond Barre III)[92].

### À l’Assemblée nationale
- 3 avril 1978 – 3 mai 1978 : député de la 4e circonscription du Rhône.
- 2 juillet 1981 – 1er avril 1986 : député de la 4e circonscription du Rhône.
- 2 avril 1986 – 14 mai 1988 : député du Rhône.
- 23 juin 1988 – 1er avril 1993 : député de la 4e circonscription du Rhône.
- 2 avril 1993 – 21 avril 1997 : député de la 4e circonscription du Rhône.
- 12 juin 1997 – 18 juin 2002 : député de la 4e circonscription du Rhône.

### Au niveau européen
- 7 juillet 1967 – 5 janvier 1973 : vice-président de la Commission européenne, chargé de l'Économie et des Finances.

### Au niveau local
- 25 juin 1995 – 24 mars 2001 : maire de Lyon.
- 1995-2001 : président de la communauté urbaine de Lyon.

## Autres fonctions
Le 30 janvier 1973, il est nommé membre du conseil général de la Banque de France. La même année, il est élu président de l'association de Genève.
En 1988, il succède à Edgar Faure à la présidence de l'Institut libre d'étude des relations internationales (ILERI).
Membre du réseau mondial Aspen Institute, il fonde l'Institut Aspen France en 1983 dont il fut président de 1994 à 2004 puis président d'honneur jusqu'à sa mort.
En 2001, il est élu à l’Académie des sciences morales et politiques au fauteuil d'Alain Peyrefitte (1925-1999).
Il a été membre honoraire du Club de Rome.
Il est spécialiste de westerns américains.

## Hommages
En 2008, une esplanade Raymond-Barre est inaugurée à Lyon, dans le sixième arrondissement. Le pont Raymond-Barre est mis en service sur le Rhône en 2014 pour permettre au Tramway T1 d’enjamber le fleuve entre le deuxième et septième arrondissement.

## Surnoms
Durant sa carrière politique, Raymond Barre est l'objet de nombreux surnoms, :
- « Babar », en hommage à l'éléphant héros de littérature jeunesse ;
- « Le Picrochole du microcosme », surnom attribué par Lionel Jospin ;
- « Le Premier économiste de France ».

## Distinctions
- Prix Europe 1979, partagé avec le chancelier allemand Helmut Schmidt[101].
- Prix Jacques-de-Fouchier de l’Académie française (1998) pour l'ensemble de ses ouvrages.
- Prix Konrad-Adenauer (2004).
- Docteur honoris causa des universités de :

Ottawa (Canada) ;
Barcelone (Espagne) ;
Mayence (Allemagne) ;
Budapest (Hongrie) ;
Mons-Hainaut (Belgique) ;
Keiō à Tokyo (Japon) ;
Sciences Po Paris (France) ;
Lodz (Pologne).

## Décorations

### Décorations françaises
- Officier de la Légion d'honneur (2003, Chevalier en 1973)[9].
- Grand-croix de l'ordre national du mérite (1977, en tant que Premier ministre)[9].
- Commandeur de l'ordre du Mérite commercial (1976)[9].
- Officier de l'ordre des Palmes académiques[104].
- Chevalier de l'ordre du Mérite agricole[9].

### Décorations étrangères
- Grand-croix de l'ordre d'Isabelle la Catholique (Espagne, 1976)[105].
- Grand officier de l'ordre du Ouissam alaouite (Maroc, 1976).
- Officier de l'ordre national du Québec (Québec, 1986)[106].
- Grand cordon l'ordre de la République (Tunisie, 1980)[107].

## Œuvres
- La Période dans l'analyse économique - une approche à l'étude du temps, SEDEIS, 1950[108].
- Économie politique, Paris, Presses universitaires de France, Thémis économie, première édition en 1959[109], réédité au moins 15 fois[110] depuis, traductions en espagnol, portugais, russe et arabe[111].
- Le Développement économique : analyse et politique, 1958[112].
- Une politique pour l'avenir, Plon, 1981[113].
- La désinflation, Paris, Que sais-je ?, 1983[114].
- Un plan pour l'Europe - la Communauté européenne, problèmes et perspectives, Presses universitaires de Nancy, 1984[108].
- Réflexions pour demain, 1984, Pluriel  (ISBN 2010102673)[108].
- Au tournant du siècle, Plon, 1988[9].
- Questions de confiance - Entretiens avec Jean-Marie Colombani, Flammarion, 1988[108].
- Un goût de liberté, JC Lattès, 2000[115].
- Entretiens, collectif, 2001[9].
- L'Expérience du pouvoir, conversations avec Jean Bothorel, Fayard, 2007  (ISBN 2213630313)[116].

### Ouvrages généraux
- Ludivine Bantigny, La France contemporaine, t. 10 : La France à l'heure du monde (De 1981 à nos jours), Paris, Éditions du Seuil, coll. « Points histoire » (no 555), 2019, 2e éd. (1re éd. 2013), 567 p. (ISBN 978-2-7578-6733-4, OCLC 1104518145, BNF 45755144, présentation en ligne).
- Jean-Jacques Becker, Nouvelle histoire de la France contemporaine, t. 19 : Crises et alternances (1974–2000), Paris, Éditions du Seuil, coll. « Points histoire » (no 119), 2002, 2e éd. (1re éd. 1998), 944 p. (ISBN 2-02-052439-2, OCLC 301672707, BNF 38808700).
- Serge Berstein et Pierre Milza, Histoire de la France au XXe siècle, t. III : De 1958 à nos jours, Paris, Perrin, coll. « Tempus » (no 262), 2009, 877 p. (ISBN 978-2-262-02937-1, OCLC 495061253, BNF 41438697).
- Arnaud Teyssier, Histoire politique de la Ve République : 1958–2011, Paris, Perrin, coll. « Tempus » (no 415), 2011, 837 p. (ISBN 978-2-262-03615-7, OCLC 780259502, BNF 42504757).
- Jean Vigreux, La France contemporaine, t. 9 : Croissance et contestation (1958–1981), Paris, Éditions du Seuil, coll. « Points histoire » (no 538), 2018, 2e éd. (1re éd. 2014), 473 p. (ISBN 978-2-7578-7251-2, OCLC 1041570934, BNF 45509090, présentation en ligne).

### Biographies
- Henri Amouroux, Monsieur Barre, Paris, Robert Laffont, coll. « Notre époque », 1986, 584 p. (ISBN 2-221-04954-3, OCLC 301618911, BNF 34900970).
- Christiane Rimbaud, Raymond Barre, Paris, Perrin, 2015, 585 p. (ISBN 978-2-262-03775-8, OCLC 907969128, BNF 44324481, lire en ligne ). .

### Études spécialisées
- François-Georges Dreyfus, « Place et poids de la démocratie chrétienne : Le CDS, un parti démocrate-chrétien dans l'arène politique », Revue française de science politique, vol. 40, no 6 « Regards sur les droites classiques en France »,‎ 1990, p. 845-863 (ISSN 0035-2950, e-ISSN 1950-6686, OCLC 6724574, BNF 34354225, DOI 10.3406/RFSP.1990.394524 , JSTOR 43118981, lire en ligne , consulté le 14 janvier 2024).
- Jean Fourastié (préf. Daniel Cohen), Les Trente Glorieuses ou la révolution invisible (de 1946 à 1975), Paris, Fayard, coll. « Pluriel », 2011, 4e éd. (1re éd. 1979), 288 p. (ISBN 978-2-8185-0199-3, OCLC 762843700, BNF 42487922, présentation en ligne).
- Jean-Baptiste Legavre, « La « bataille des comités de soutien » ou la droite en campagne », Revue française de science politique, vol. 40, no 6 « Regards sur les droites classiques en France »,‎ 1990, p. 793-809 (ISSN 0035-2950, e-ISSN 1950-6686, OCLC 6724574, BNF 34354225, DOI 10.3406/RFSP.1990.394521 , JSTOR 43118978, lire en ligne , consulté le 14 janvier 2024).
- Gilles Richard, Histoire des droites en France : De 1815 à nos jours, Paris, Perrin, 2017, 634 p. (ISBN 978-2-262-03468-9, OCLC 978298956, BNF 45249826, lire en ligne ).

### Études sur Raymond Barre
- Jacques Bille, Raymond Barre aujourd'hui : Leçons d'expérience pour la France actuelle, Paris, Temporis, 2020, 199 p. (ISBN 978-2-37300-052-8, OCLC 1226682728).
- Guy Birenbaum, « L'échec du système d'action barriste : A propos des analyses de la défaite de Raymond Barre à l'élection présidentielle de 1988 », Revue française de science politique, vol. 40, no 6 « Regards sur les droites classiques en France »,‎ 1990, p. 777-792 (ISSN 0035-2950, e-ISSN 1950-6686, OCLC 185444438, BNF 40174077, DOI 10.3406/RFSP.1990.394520 , JSTOR 43118977, lire en ligne , consulté le 14 janvier 2024).
- Thierry de Montbrial, « Fondements de la politique économique de Raymond Barre », Commentaire, vol. 2, no 6,‎ 1979, p. 223-230 (ISSN 0180-8214, e-ISSN 2272-8988, OCLC 6724574, BNF 34354225, DOI 10.3917/comm.006.0223 , lire en ligne , consulté le 14 janvier 2024).